# Andrew Wiles
Andrew John Wiles (* 11. dubna 1953 Cambridge) je britský matematik žijící v USA, držitel mnoha vědeckých ocenění a člen několika vědeckých společností. Proslavil se zejména svým důkazem Velké Fermatovy věty, získaným roku 1994.

## Život a vědecká dráha
Již ve svých deseti letech našel knihu, ve které byla Velká Fermatova věta, usoudil, že její formulace je tak jednoduchá, že i on ji ve svých deseti letech byl schopen pochopit. Od té chvíle věděl, že tento problém neopustí, dokud jej sám nevyřeší.
V Cambridgi získal základní a středoškolské vzdělání. Na Oxfordské univerzitě získal v roce 1974 titul bakaláře, pak v roce 1980 titul Ph.D. Následně se stal profesorem na Princetonské univerzitě, působil ve Francii a pak ve stopách svého otce na Oxfordu.
Kromě důkazu Velké Fermatovy věty, vytvořeného s pomocí Richarda Taylora, získal další důležité výsledky v oblasti teorie čísel. V současnosti je profesorem a vedoucím katedry matematiky na Princetonské univerzitě. Za svůj největší objev byl oceněn celou řadou cen a vyznamenání; v roce 2016 obdržel Abelovu cenu.
O Fermatově problému a jeho řešení vyšla kniha Simona Singha: Fermat's Last Theorem (v češtině Velká Fermatova věta, Academia, 2000).